# Yigoga celsicola
Yigoga celsicola är en fjärilsart som beskrevs av Bell 1859. Yigoga celsicola ingår i släktet Yigoga och familjen nattflyn. Inga underarter finns listade i Catalogue of Life.